# Kochiura decolorata
Kochiura decolorata là một loài nhện trong họ Theridiidae.
Loài này thuộc chi Kochiura. Kochiura decolorata được Eugen von Keyserling miêu tả năm 1886.